# Route 275 (Québec)
Pour les articles homonymes, voir Route 275.
La route 275 (R-275) est une route régionale québécoise d'orientation nord / sud située sur la rive sud du fleuve Saint-Laurent. Elle dessert la région administrative de Chaudière-Appalaches.

## Tracé
La route 275 débute à Saint-Côme–Linière sur la route 173 et se termine dans le secteur Saint-Romuald de la ville de Lévis sur la route 132. Sur son trajet, elle longe l'A-73 et traverse plusieurs petits villages situés à l'est de celle-ci.

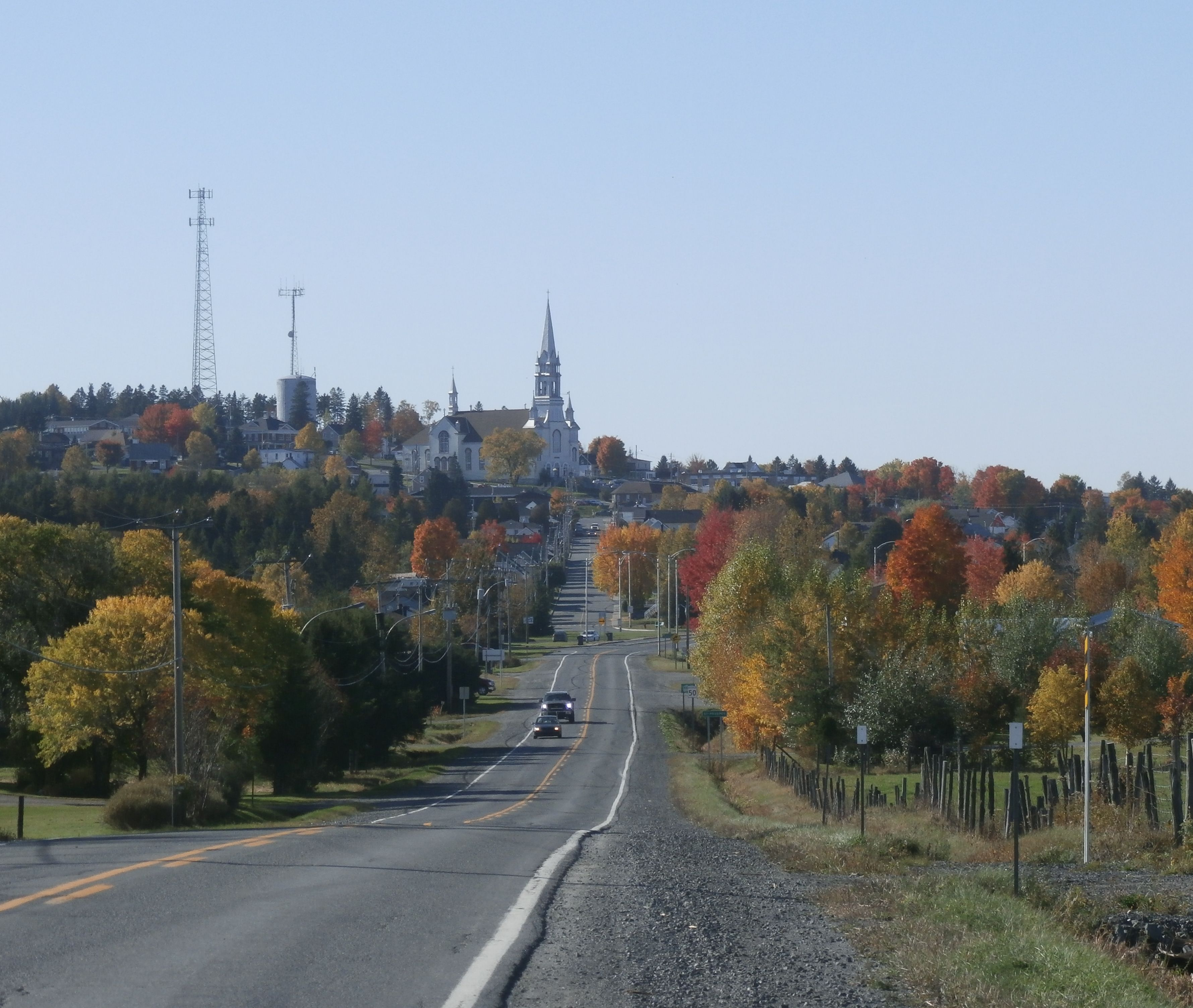
La route 275 à l'entrée du village de Saint-Prosper.
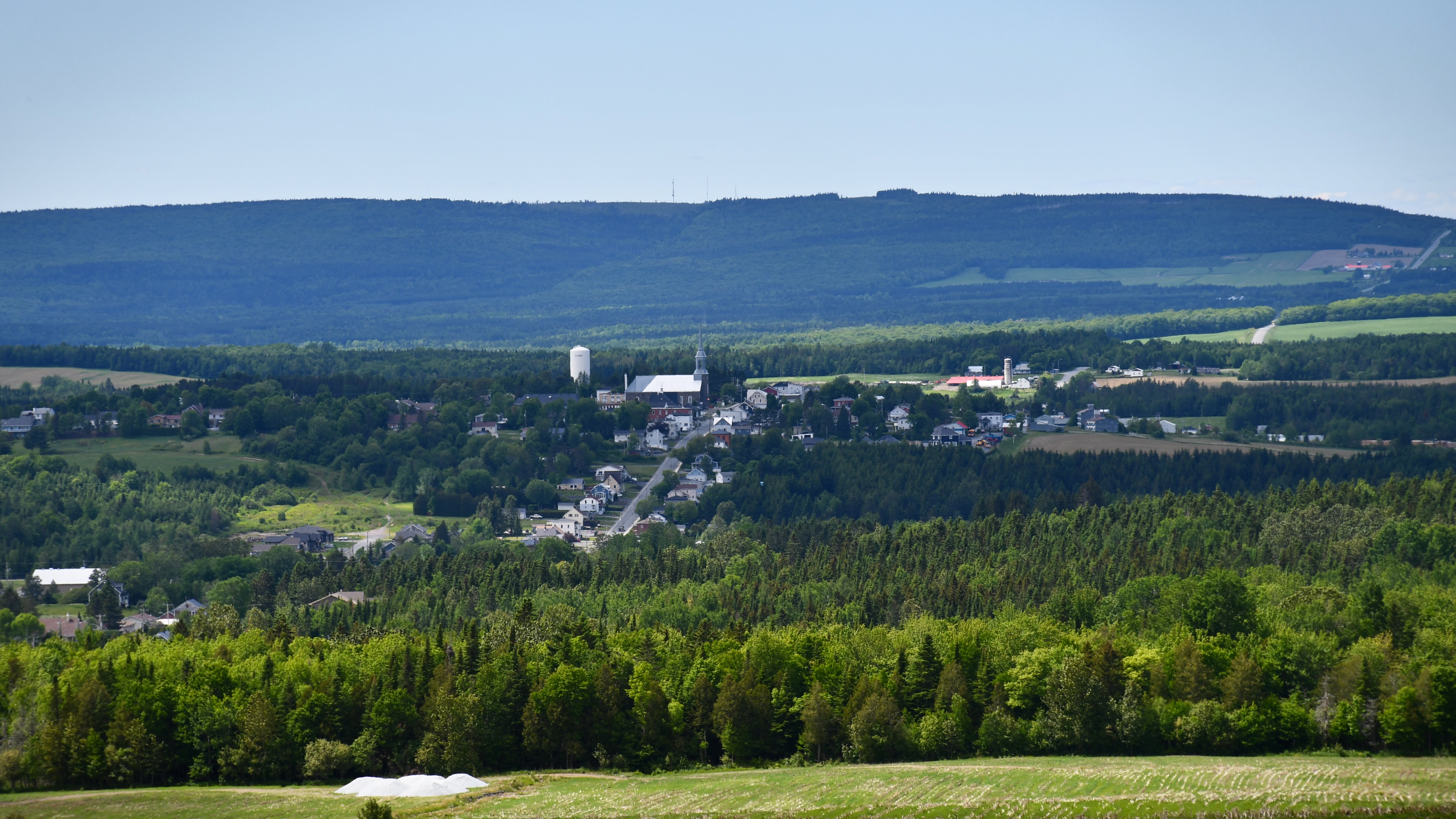
La route 275 traverse Saint-Odilon-de-Cranbourne en ligne droite à travers monts et vaux.
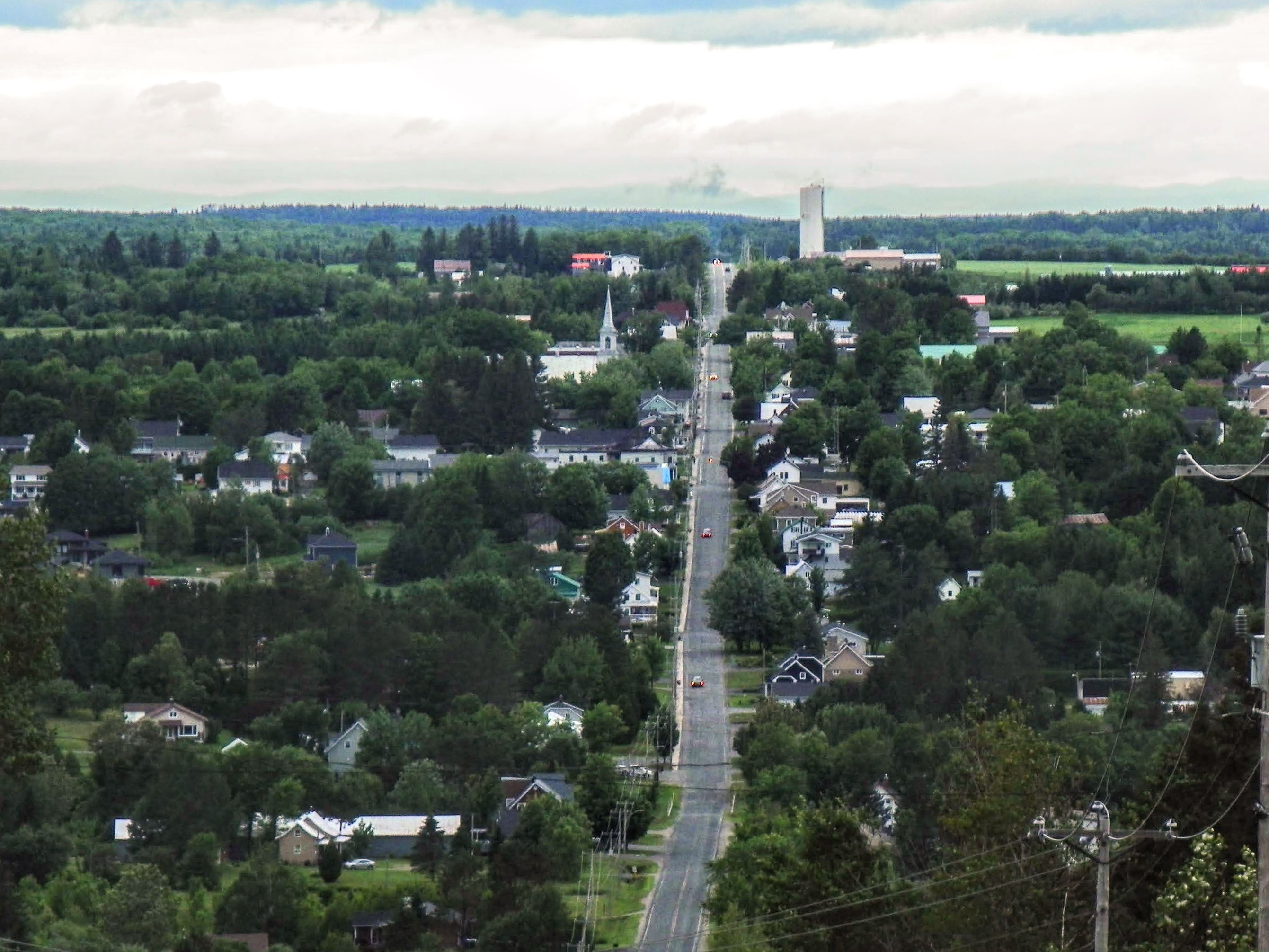
La route 275 à Frampton.

## Localités traversées (du sud au nord)
Liste des municipalités dont le territoire est traversé par la route 275, regroupées par municipalité régionale de comté.

### Chaudière-Appalaches
Beauce-Sartigan
- Saint-Côme–Linière

Les Etchemins
- Saint-Zacharie
- Sainte-Aurélie
- Saint-Prosper
- Saint-Benjamin

Beauce-Centre
- Saint-Odilon-de-Cranbourne

La Nouvelle-Beauce
- Frampton
- Sainte-Marguerite
- Sainte-Hénédine
- Saint-Isidore

Bellechasse
- Saint-Henri

Hors MRC
- Lévis
  - Arrondissement Les Chutes-de-la-Chaudière-Est

## Intersections majeures
| MRC                     | Municipalité               | km     | Destinations                                        | Notes |
| ----------------------- | -------------------------- | ------ | --------------------------------------------------- | --- |
| Beauce-Sartigan         | Saint-Côme–Linière         | 0,00   | R-173 – Maine (USA), Saint-Georges, Québec          | |
| Les Etchemins           | Sainte-Aurélie             | 19,10  | R-277 nord – Sainte-Aurélie, Frontière (É-U)        | Terminus sud de la R-277; Frontière (É-U) indiqué en direction sud seulement                                            |
| Les Etchemins           | Saint-Prosper              | 31,10  | R-204 – Saint-Georges, Lac-Etchemin, Sainte-Justine | Lac-Etchemin indiqué en direction nord, Saint-Justine indiqué en direction sud                                          |
| Beauce-Centre           | Saint-Odilon-de-Cranbourne | 50,40  | R-276 – Lac-Etchemin, Saint-Joseph-de-Beauce        | |
| La Nouvelle-Beauce      | Frampton                   | 66,70  | R-112 ouest – Vallée-Jonction, Saints-Anges         | Terminus est de la R-112; Saints-Anges indiqué en direction sud seulement                                               |
| La Nouvelle-Beauce      | Frampton                   | 71,40  | R-216 est – Saint-Malachie                          | Terminus sud du multiplex avec la R-216                                                                                 |
| La Nouvelle-Beauce      | Sainte-Marguerite          | 83,30  | R-216 ouest – Sainte-Marie                          | Terminus nord du multiplex avec la R-216                                                                                |
| La Nouvelle-Beauce      | Saint-Isidore              | 96,90  | R-173 sud – Saint-Georges, Sainte-Marie             | Terminus sud du multiplex avec la R-173; Saint-Georges indiqué en direction nord, Sainte-Marie indiqué en direction sud |
| Bellechasse             | Saint-Henri                | 106,80 | R-218 ouest – Saint-Lambert-de-Lauzon               | Terminus sud du multiplex avec la R-218                                                                                 |
| Bellechasse             | Saint-Henri                | 107,20 | R-173 nord / R-218 est – Saint-Henri                | Terminus nord du multiplex avec la R-173 / R‑218                                                                        |
| Lévis                   | Lévis                      | 121,10 | A-20 – Québec, Rivière-du-Loup                      | Sortie 318 de l'A-20 |
| Lévis                   | Lévis                      | 123,00 | R-132 (Boulevard Guillaume-Couture)                 | |
| - Terminus de multiplex |                            |        |                                                     | |